# SoftBank 910T
SoftBank 910T（ソフトバンク910T）は東芝が開発しソフトバンクモバイルが販売するW-CDMA通信方式の携帯電話端末。
2006年（平成18年）10月7日に発売された。

## スペック
- サイズ：（幅×高さ×厚さ） 約51×約111×約23mm
- 質 量：約146g（電池パック装着時）
- 連続通話時間：W-CDMA網：約200分、GSM網：約320分
- 連続待受時間：W-CDMA網：約450時間、GSM網：約320時間
- 充電時間：130分（急速充電器使用時）
- 通信方式：W-CDMA　GSM900/1800/1900
- メイン液晶：2.6インチQVGATFT液晶ディスプレイ （最大26万色）
- サブ液晶：1.16インチ（160×33ドット）モノクロ4段階調
- メインカメラ：320万画素CMOSカメラ
- サブカメラ：32万画素CMOSカメラ
- 内蔵メモリー：1GB
- 外部メモリー：miniSD、最大2GB

## 主な機能・サービス
- ミュージックプレイヤー（Bluetoothによるワイヤレス対応）
- Bluetooth対応ワイヤレスミュージックリモコン付属（ただしマイクは内蔵されていない。ちなみにデザインおよび仕様はau向けのW44T/TiMO W44T Ⅱ/LEXUS W44T Ⅲ用のワイヤレスミュージックリモコンとほぼ共通である）
- Bluetooth
- マイ絵文字
- フィーリングメール
- 赤外線機能
- QRコード読み取り・作成
- バイリンガル
- デルモジ表示対応
- モバイル ルポ
- 3D待受キャラクター「くーまん」

| 主な対応サービス   | 主な対応サービス | 主な対応サービス | 主な対応サービス |
| ------------------ | ---------------- | ---------------- | ---------------- |
| サークルトーク     | ホットステータス | Yahoo!mocoa      | S!ループ         |
| S!タウン           | ライブモニター   | S!CAST           | S!FeliCa         |
| S!ケータイ動画     | PCサイトブラウザ | 電子コミック     | S!アプリ         |
| 着うたフル／着うた | アレンジメール   | S!アドレスブック | 3Gお天気アイコン |
| レコメール         | TVコール         | 国際ローミング   | S!GPSナビ        |

## カラーバリエーション
- バリトンブラック
- クォーツピンク
- グラウンドカーキ